# Peter Burnett
Peter Hardeman Burnett (15 de novembro de 1807 - 17 de maio de 1895) foi um político estadunidense e o primeiro governador do estado da Califórnia, servindo de 20 de dezembro de 1849 a 9 janeiro de 1851. Ele também foi o primeiro governador da Califórnia a renunciar ao cargo. Burnett anteriormente serviu brevemente em dezembro de 1849 como o governador civil territorial da Califórnia.